# Batalha de Chengpu
A Batalha de Chengpu (chinês simplificado: 城濮 之 战; chinês tradicional: 城濮 之 战) ocorreu em 632 a.C. entre o Estado de Jin e do Estado de Chu e seus aliados durante o Período de Primavera e Outono da história chinesa. Foi a primeira grande batalha do prolongado conflito entre os estados do vale do Rio Amarelo e os estados do vale do Rio Yangtze (Chang Jiang). A vitória do estado Jin confirmou a hegemonia do duque Wen Chu e as ambições verificadas no Norte de, pelo menos, uma geração.

## Antecedentes
Na sequência da morte do Duque Huan de Qi, em 643 aC, o estado de Chu constantemente estendeu sua influência para o norte, absorvendo uma meia dúzia de estados menores como seus satélites. Em 636 aC, Chong'er, um príncipe ducal de Jin, depois de passar quinze anos no exílio viajando por inúmeros estados, chegou ao poder como o duque Wen de Jin com a ajuda do Duque de Mu Qin. Duque Wen assumiu uma posição de liderança entre os estados e instituiu numerosas reformas internas.
Nos anos que antecederam a 632 aC, o conflito entre Jin e Chu tornou-se cada vez mais público e foi caracterizado por frequentes mudanças nas alianças entre os vários estados de pequeno porte que estavam em uma estreita faixa de terra entre os dois estados maiores.
O rei de Chu Cheng atacou o Estado de música, o aliado de Jin mais acessível do sul, no inverno de 633 aC. Em retaliação, uma força expedicionária sob o duque Wen marcharam para o sul na primavera do ano seguinte e ocupou os Estados de Wei e Cao, ambos os satélites de Chu. Os dois lados buscaram alianças nos meses seguintes. Os Estados de Shen, Xi, Chen e Cai, todos imediatamente contíguo ao Chu, dois lados com o rei Cheng, bem como o Estado mais distante da Lu.

## Princípio
Como prometido pelo duque Wen Cheng ao rei durante o seu exílio em Chu, o exército Jin foi aposentado nos "três dias de marcha" (退避三舍) (45 km) antes do acampamento na planície de Chengpu na fronteira de Wei e Cao, aguardando uma batalha decisiva da reforma também está ligado a Jin forças com reforços Qi e Qin.
Somente a força central do primeiro-ministro Chu sob ziyu (子 玉) foi feita inteiramente de tropas Chu. A ala esquerda sob Zixi incorporadas soldados de perto Chu Shen satélites e XI. A ala direita sob Zishang totalmente composta descou separado dos exércitos de Chen e Cai, talvez em torno de uma numeração (?), Terceiro de toda a força.
A força de Jin foi ampliado antes da expedição de dois exércitos em três: superior, central e inferior, esses três foram reagrupados em asas antes da batalha: o exército superior à direita sob o comando de Hu Mao e vice-comandante Hu Yan, inferior à esquerda com Luan e vice-Xu Zhi Chen, central manteve-se em centro sob Xian Zhen Zhen, e vice-Xi. Duque Wen não directa ou engajar na luta contra.

## Batalha [precisa de revisão de tradução, texto confuso, há frases que não concatenam]
No quarto dia do quarto mês de 632 aC, as forças rivais se encontraram.
A batalha começou com o avanço de ambas as alas do exército Jin. À ala direita Chu foi considerado o comandante mais fraco e Chen Xu, da dinastia Jin esquerda, atacou. Xu utilizou blindados cavalos de sua carruagem com peles de tigre e lançou um ataque. O ataque foi um sucesso, o objetivo era demolir a ala inimigo completamente.
Jin à esquerda tornou-se uma força de retenção, que fixa o centro de Chu e impedindo-a de atacar o centro de Jin ou auxiliando Chu à esquerda, uma vez que em ambos os casos à esquerda Jin teria levado-o no flanco e parte traseira. Entretanto asa Hu Jin Mao direita havia escaramuças com o inimigo, falsificou um retiro e levaram com eles as duas grandes bandeiras do Jin comandante-em-chefe. A Chu esquerda, composto por impostos dos estados de Shen e Xi, pensava que a ala direita Jin tinha perdido e ziyu ordenou uma perseguição. Um contingente de carros em Luan Zhi varrida na frente e arrastou galhos de árvores para levantar uma nuvem de poeira e, assim, obscurecer os movimentos dos homens do presidente Hu que estavam circulando e reformar.
O Jin deixou auxiliado pelo centro Jin continuou a manter suas posições contra o centro Chu. Embora o centro Jin foi temporariamente afetado por uma intensa tempestade, foi eficaz na prevenção do centro Chu de apoiar a sua asa esquerda. Como o Chu esquerda avançada, que foi capturado no flanco por guarda-costas Duque de Wen, composto por filhos de membros do clã nobre e filhos de seus seguidores mais próximos e, assim, ladeado pelo exército Jin central. Enquanto isso, toda a força da ala direita Jin completou sua recircling e foi suportado em seu direito por carros Luan Zhi para se juntar ao ataque. A esquerda Chu foi completamente destruída. Vendo tanto suas asas envelopado, ziyu ordenou uma retirada geral.

## Evolução
A Batalha de Chengpu é provavelmente o maior do Período de Primavera e Outono e definitivamente o mais detalhado no Zuo Zhuan. No entanto, o local da batalha permanece obscuro: duas possibilidades são inconclusivos proximidades do Chenliu County, Henan e da zona sudoeste de Juan County, Shandong. Depois de voltar para o norte, Duque Wen foi reconhecido pelo rei de Zhou como o primeiro entre os senhores feudais. Uma conferência multi-estado na Jiantu em 631 aC, chefiada pelo duque Wen confirmaram o seu apoio para a família real Zhou e fizeram um pacto de aliança. A batalha, entretanto, não foi eficaz a longo prazo, restringindo o poder de Chu.